# Denzel Comenentia
Denzel Comenentia (né le 25 novembre 1995 à Amsterdam) est un athlète néerlandais, spécialiste du lancer du poids et du marteau.

## Carrière
Au lancer du poids il termine deuxième des championnats du monde juniors de 2014 et des championnats d'Europe espoirs de 2017.
Il est double champion NCAA (poids et marteau) en 2018, avec de plus le record des Pays-Bas du marteau (76,41 m. En 2019, il progresse avec 76,80 m à Torrance.
Il participe aux championnats du monde en 2022 et en 2023, ainsi qu'aux championnats d'Europe 2022 ; à chaque fois il est éliminé en qualifications.
En 2024 il établit un nouveau record national avec 79,09 m, et se qualifie pour les Jeux olympiques de Paris. Aux Jeux, son lancer (74,35 m) ne suffit pas pour accéder à la finale.

## Palmarès
| Date | Compétition                   | Lieu      | Résultat | Épreuve | Marque  |
| ---- | ----------------------------- | --------- | -------- | ------- | ------- |
| 2014 | Championnats du monde juniors | Eugene    | 2e       | Poids   | 20,17 m |
| 2014 | Championnats du monde juniors | Eugene    | 11e      | Marteau | 68,65 m |
| 2017 | Championnats d'Europe espoirs | Bydgoszcz | 2e       | Poids   | 19,86 m |

## Records
| Épreuve           | Épreuve   | Performance | Lieu            | Date         |
| ----------------- | --------- | ----------- | --------------- | ------------ |
| Lancer du poids   | Plein air | 20,88 m     | Knoxville       | 12 mai 2018  |
| Lancer du poids   | En salle  | 19,88 m     | College Station | 10 mars 2017 |
| Lancer du marteau |           | 79,09 m     | Los Angeles     | 17 mai 2024  |